# Enric V de Luxemburg
Enric V de Luxemburg (1216 - Magúncia, 24 de desembre de 1281), nomenat el Ros, va ser el comte de Luxemburg, Laroche i Arlon des de 1247 fins a la seva mort, i el comte de Namur entre 1256 i 1264 com Enric III. Era fill i successor de Walerà III de Limburg i Ermesinda I de Luxemburg.
El 1240 Enric es va casar amb Margarida de Bar, filla d'Enric II de Bar i Felipa de Dreux que era la besneta del rei Lluís VI de França. El matrimoni d'Enric amb Margarida va portar com a dot Ligny-en-Barrois, tanmateix, per una clàusula al contracte de matrimoni, es va mantenir sota la sobirania feudal del ducat de Bar. En menyspreu d'aquest, Enric va retre homenatge el 1256 a Teobald II de Navarra, en la seva qualitat de comte de Xampanya. El cunyat d'Enric, Teobald II de Bar, va aprofitar el conflicte que es lliurava entre Frederic III de Lorena i el bisbe de Metz. Enric V era partidari del duc i així Teobald es va posar de part del bisbe. Enric va ser capturat a la batalla de Prény el 14 de setembre de 1266. El 8 de setembre 1268, el rei Lluís IX de França va arbitrar entre els dos comtes i Enric va ser alliberat i embargat de Ligny, però sota la sobirania de Barrois.
L'any 1256, Enric es va apoderar de Namur, mentre que el marcgravi regnant, Balduí II, també regnava com a emperador de Constantinoble. Balduí va cedir els seus drets de Namur a Guiu I de Flandes, que va reprendre el marcgraviat d'Enric. Les dues parts van signar la pau i Guiu es va casar amb la filla d'Enric.

## Descendència
De Margarida va tenir els següents fills: 
- Enric VI (1250-1288), comte de Luxemburg
- Walerà I (mort el 1288), comte de Ligny i Roussy
- Elisabet (1247-1298), casada amb Guiu I de Flandes
- Felipa (1252-1311), es va casar amb Joan II, comte d'Holanda
- Margarida casada amb Joan III. Comte de Ghistelles
- Joana (morta el 1310), abadessa de Clairefontaine
- Balduí († 5 de juny de 1288)

També va tenir almenys tres fills bastards, incloent: 
- Enric, bastard de Luxemburg (mort el 1288), es va casar amb Elisabet d'Houffalize, hereva d'Houffalize.

| Enric V de Luxemburg Casa de LuxemburgNascut: 1216 Mort: 24 de desembre 1281 |                              |                       |
| Precedit per: Ermesinda                                                      | Comte de Laroche 1247–1281   | Succeït per: Walerà I |
| Precedit per: Ermesinda                                                      | Comte de Luxemburg 1247–1281 | Succeït per: Enric VI |
| Precedit per: Walerà III                                                     | Comte d'Arlon 1226–1281      | Succeït per: Enric VI |
| Precedit per: Balduí II                                                      | Comte de Namur 1256–1264     | Succeït per: Guiu     |